# Artur Silva
Augusto Antonio Artur Da Silva (nacido en 1956) es un político de Guinea-Bisáu, Primer ministro del país del 30 de enero de 2018 al 16 de abril de 2018. Fue nombrado por el presidente José Mário Vaz para suceder a Umaro Sissoco Embaló, quien había renunciado dos semanas antes. Artur es miembro del gobernante PAIGC, y se desempeñó como ministro de educación en el gobierno de Carlos Gomes Júnior, así como ministro de Relaciones Exteriores.
Dimitió de su cargo en abril de 2018, siendo sucedido por Aristides Gomes.